# Каризоло
Каризо̀ло (на италиански: Carisolo; на ломбардски: Carisöl, Каризьол) е село и община в Северна Италия, автономна провинция Тренто, автономен регион Трентино-Южен Тирол. Разположено е на 801 m надморска височина. Населението на общината е 961 души (към 2018 г.).